# Шунке, Ричард
Ричард Эрнан Шунке (исп. Richard Hernán Schunke; родился 26 ноября 1991, Посадас, Аргентина) — аргентинский футболист, защитник клуба «Индепендьенте дель Валье».

## Биография
Шунке — воспитанник клуба «Альмагро». В 2011 году он дебютировал в основной команде. 21 марта 2012 года в поединке против «Дефенсорес де Бельграно» Ричард забил свой первый гол за «Альмагро». В начале 2017 года у Шунке закончился контракт и на правах свободного агента он присоединился к эквадорскому «Депортиво Куэнка». 29 января 2017 года в матче против гуаякильской «Барселоны» он дебютировал в эквадорской Примере. 14 мая в поединке против ЛДУ Кито Ричард забил свой первый гол за «Депортиво Куэнка».
В начале 2018 года Шунке перешёл в «Индепендьенте дель Валье». 17 февраля в матче против «Макары» он дебютировал за новый клуб. 19 февраля 2018 года в поединке против «Текнико Университарио» Ричард забил свой первый гол за «Индепендьенте дель Валье». 

## Титулы
- Обладатель Южноамериканского кубка (1): 2019